# سیارک ۵۰۳۰
سیارک ۵۰۳۰ (به انگلیسی: 5030 Gyldenkerne، نامگذاری:1988VK4) پنج هزار و سیمین سیارک کشف شده‌است که در ۳ نوامبر ۱۹۸۸ کشف شد.
قدر مطلق سیارک برابر ۱۳٫۲۰ است.